# Minnesota Lynx 2013
La stagione 2013 delle Minnesota Lynx fu la 15ª nella WNBA per la franchigia.
Le Minnesota Lynx vinsero la Western Conference con un record di 26-8. Nei play-off vinsero la semifinale di conference con le Seattle Storm (2-0), la finale di conference con le Phoenix Mercury (2-0), vincendo poi il titolo battendo nella finale WNBA le Atlanta Dream (3-0).

## Roster
| N° | Naz.                   | Ruolo | Sportivo         | Anno | Alt. | Peso |
| -- | ---------------------- | ----- | ---------------- | ---- | ---- | ---- |
| 00 | Stati Uniti (bandiera) | G     | Lindsey Moore    | 1991 | 173  | 69   |
| 4  | Stati Uniti (bandiera) | C     | Janel McCarville | 1982 | 188  | 93   |
| 11 | Stati Uniti (bandiera) | A     | Amber Harris     | 1988 | 196  | 98   |
| 12 | Australia (bandiera)   | G     | Rachel Jarry     | 1991 | 185  | 80   |
| 13 | Stati Uniti (bandiera) | G     | Lindsay Whalen   | 1982 | 175  | 68   |
| 14 | Stati Uniti (bandiera) | A     | Devereaux Peters | 1989 | 188  | 77   |
| 15 | Stati Uniti (bandiera) | G     | Sugar Rodgers    | 1989 | 175  | 73   |
| 22 | Stati Uniti (bandiera) | G     | Monica Wright    | 1988 | 180  | 81   |
| 23 | Stati Uniti (bandiera) | A     | Maya Moore       | 1989 | 183  | 79   |
| 32 | Stati Uniti (bandiera) | A     | Rebekkah Brunson | 1981 | 191  | 79   |
| 33 | Stati Uniti (bandiera) | G     | Seimone Augustus | 1984 | 183  | 81   |

## Staff tecnico
- Allenatore: Cheryl Reeve
- Vice-allenatori: Jim Petersen, Shelley Patterson
- Preparatore atletico: Chuck Barta
- Preparatore fisico: Keith Uzpen